# Indoribates acutirostrum
Indoribates acutirostrum är en kvalsterart som först beskrevs av Hammer 1968.  Indoribates acutirostrum ingår i släktet Indoribates och familjen Haplozetidae. Inga underarter finns listade i Catalogue of Life.